# Comunicació

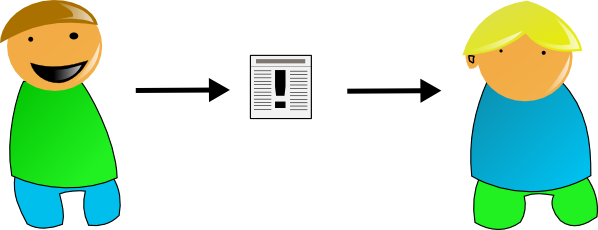
Un tipus de comunicació simple, un emissor comunica un missatge a un receptor

La comunicació és l'intercanvi d'informació entre subjectes o objectes. Des d'aquest punt de vista, la comunicació inclou temes tècnics, com la telecomunicació, i socials, com ara el periodisme, la publicitat, l'audiovisual i els mitjans de comunicació de masses. La competència comunicativa és la capacitat de transmetre amb èxit un missatge usant el mitjà adequat i d'entendre els que altres emeten. El terme comunicació també s'usa sovint en el sentit de transport com, per exemple, la comunicació entre dues ciutats mitjançant el tren.
Dins de les ciències socials, la comunicació és un camp d'estudi que tracta d'explicar com es realitzen els intercanvis comunicatius i com aquests intercanvis afecten la societat, és a dir, investiga el conjunt de principis, conceptes i regularitats que serveixen de base a l'estudi de la comunicació com a procés social.
L'estudi de la comunicació està en estreta relació amb diverses ciències, de les quals pren part dels seus continguts o els integra entre si.
En el camp acadèmic són moltes les discussions obertes sobre el que en realitat constitueix la comunicació i per això, existeixen nombroses definicions al respecte, moltes de les quals se circumscriuen a determinats camps o interessos de la ciència. Però en la seva definició més estricta, la comunicació consisteix en la transmissió d'informació d'un subjecte a un altre.
La comunicació es fonamenta essencialment en el comportament humà i en les estructures de la societat, cosa que fa que els estudiosos trobin difícil un estudi de la mateixa amb l'exclusió de l'àmbit social i els esdeveniments del comportament. Atès que la teoria de la comunicació és un camp relativament jove, en moltes ocasions està integrada a altres disciplines com ara la filosofia, la psicologia i la sociologia, i és possible que no es trobi un consens conceptual quan es parla de comunicació amb una visió realitzada des dels diferents camps del saber. En l'actualitat, no existeix un paradigma en el qual els estudiosos de la comunicació puguin treballar. Una de les respostes al respecte és que establir una metateoria sobre la comunicació negaria la recerca i ofegaria l'ampli cos del coneixement en el qual la comunicació existeix i es desenvolupa.

## Teoria de la informació

Model de Shannon i Weaver

Un model simple de comunicació amb un emisor que transmet un missatge a un perceptor.
Aquesta gràfica pertany al model de comunicació desenvolupat per Claude Elwood Shannon i Warren Weaver el 1949 i representa la font de la informació, el codificador que envia el missatge a través del mitjà de comunicació o canal de comunicació, el qual podria ser interromput o distorcionat pel soroll (representat en el llamp que cau) i que arriba a un descodificador i d'aquest al receptor, el qual podria emetre al seu torn una resposta.
Un altre esquema simple del procés de comunicació o transmissió de la informació.
En molts casos la teoria de la comunicació es sol confondre amb la teoria de la informació, la qual correspon a la teoria matemàtica de Claude E. Shannon que estudia la informació (canals, comprensió de dades, criptografia i tot el que se li relaciona) com magnitud física. Aquesta fa servir una unitat de mesura de la informació a la qual anomena el "BIT", és a dir, la menor unitat que es pot aprendre. Aquesta unitat de mesura de la informació es basa en l'alternativa sí o no a cada determinació que pugui donar elements per al coneixement dels objectes. Així, per exemple, la sexualitat d'un subjecte pot donar-se per un BIT, simplement, mascle o femella. Per fixar la posició d'una peça d'escacs sobre un tauler de 64 caselles es necessitaran almenys 6 BITS o 6 preguntes binàries.
Si bé la teoria de la informació és útil a la teoria de la comunicació com aportant matemàtic i a la comprensió lògica dels processos, aquesta teoria no correspon en concret a la preocupació de la teoria de la comunicació, la qual analitza la vinculació dels processos comunicatius individuals a la problemàtica social, així com la relació universal existent al voltant de la comunicació mediàtica i el poder polític, i es recolza en l'ús de la semiologia, que és l'estudi dels signes, en la realitat social i es nodreix de la lingüística i altres ciències.

## Punts de vista de la teoria de la comunicació
Els següents són alguns punts de vista sobre la comunicació i de la teoria de la comunicació:
- Mecanicista: Aquest punt de vista entén la comunicació com un perfecte transmissor d'un missatge des d'un emissor fins a un receptor tal com es veu en el diagrama anterior.
- Psicològic: Considera a la comunicació com l'acte d'enviar un missatge a un perceptor (anomenat així perquè considera el receptor com a subjecte de la comunicació) i en el qual les sensacions i les idees d'ambdues parts influeixen considerablement en el contingut del missatge.
- Construccionisme social: Aquest punt de vista, també anomenat "interaccionisme simbòlic", considera la comunicació com el producte de significats creatius i interrelacions compartides.
- Sistemàtica: Considera a la comunicació com un missatge que passa per un llarg i complex procés de transformacions i interpretacions des que passa fins que arriba als perceptors.

La revisió d'una teoria en particular a aquest nivell donarà un context sobre el tipus de comunicació tal com és vist dins dels confins d'aquesta teoria. Les teories poden ser estudiades i organitzades, a més, segons l'ontologia, l'epistemologia i l'axiologia que en general són imposades pel teòric.
- Ontologia: Posa la pregunta sobre què, exactament, el teòric examina. S'ha de considerar la veritable naturalesa de la realitat. La resposta, en general, cau dins del camp d'un dels tres fenòmens ontològics depenent de la lent amb la qual el teòric miri el problema: realista, nominals o construccionisme.

o La perspectiva realista mira el món de manera objectiva en la creença que hi ha un món per fora de les nostres pròpies experiències i cognicions.
o La perspectiva nominal mira al món subjectivament en la idea que tot allò a l'exterior de les cognicions del subjecte són únicament noms i etiquetes.
o La perspectiva construccionista munta la barrera entre l'objectiu i el subjectiu declarant que la realitat és allò que creem junts.
- Epistemologia: Posa la pregunta sobre el com els teòrics estudien el fenomen escollit. En els estudis epistemològics, el coneixement objectiu és aquell que és el resultat d'una mirada sistemàtica de les relacions casuals del fenomen. Aquest coneixement és en general deduït per mitjà de mètodes científics. Els estudiosos en general pensen que l'evidència empírica recollida de manera objectiva està més a prop de reflectir la veritat en les investigacions. Teories d'aquest tall són generalment creades per predir fenòmens. Teories subjectives sostenen que l'entesa està basat en coneixements localitzats, típicament establerts a través de la utilització de mètodes interpretatius tals com l'etnografia i l'entrevista. Les teories subjectives es desenvolupen en general per explicar o entendre fenòmens del món social.

## Models de comunicació
Esquema en un estudi de televisió, 180 graus, ens assenyala que la realitat és vista pels mitjans de comunicació des de diferents punts de vista, generalment escollits per l'emissor.
En una aproximació molt bàsica, segons el model de Shannon i Weaver, els elements que s'han de donar perquè es consideri l'acte de la comunicació són:
- Emissor. És un ens (persona, organització...) que tria i selecciona els signes adequats per a transmetre el seu missatge; és a dir, els codifica per a poder trametre de manera entenedora al receptor. En l'emissor s'inicia el procés comunicatiu. És qui emet el missatge, i pot ser o no una persona.
- Receptor. És un ens (persona, organització...) al que es destina el missatge, realitza un procés invers al de l'emissor, ja que desxifra i interpreta el que l'emissor vol donar a conèixer. Existeixen dos tipus de receptor: el passiu que és el qui només rep el missatge, i el receptor actiu o perceptor que és la persona que no només rep el missatge, sinó que ho percep i ho emmagatzema. El missatge és rebut tal com l'emissor va voler dir; en aquest tipus de receptor es realitza el que comunament es denomina com feed-back o retroalimentació. És qui rep la informació. Dins d'una concepció primigènia de la comunicació és conegut com a receptor, però aquest terme pertany més a l'àmbit de la teoria de la informació.
- Canal. És el mitjà de comunicació (natural o artificial) que estableix una connexió entre l'emissor i el receptor. Suport material o espacial pel qual circula el missatge. Per exemple, l'aire, en el cas de la veu; el fil telefònic, en el cas d'una conversa telefònica. El canal de comunicació és el medi físic pel qual es transmet el missatge. En el cas de la Viquipèdia, Internet fa possible que arribi a algú (receptor) el missatge (article de la Viquipèdia).
- Codi. És el conjunt de signes i la seva organització. Ha de ser el mateix per l'emissor i el receptor. És necessari també que coincideixin els subcodis que formen part del codi general. L'argot del metge pot impossibilitar la comprensió del pacient. El codi és la forma que pren la informació que s'intercanvia entre la font (l'emissor) i la destinació (el receptor) d'un llaç informàtic. Implica la comprensió o descodificació del paquet d'informació que es transfereix.
- Missatge. Informació, considerada aquesta en un sentit molt ampli, tramesa entre emissor i receptor. És allò que es vol transmetre.
- Situació o context. És el conjunt de circumstàncies concretes on esdevé el procés comunicatiu. Dit d'una altra manera, és la situació o entorn extralingüístic en el qual es desenvolupa l'acte comunicatiu.[2]

## Elements d'un sistema de comunicació
L'objectiu principal de tot sistema és adaptar-se a la comunicació, que és intercanviar informació entre dues entitats. Un exemple particular de comunicació entre una estació de treball i un servidor a través d'una xarxa telefònica pública. Un altre possible exemple consisteix en l'intercanvi de senyals de veu entre dos telèfons a través de la mateixa xarxa anterior. Els elements claus d'aquest model són:
- Font (remitent): Aquest dispositiu genera les dades a transmetre, com per exemple telèfons o ordinadors personals. La font és el lloc d'on emana la informació, les dades, el contingut que s'enviarà; en conclusió: d'on neix el missatge primari.

Font Transmissor Sist. de Transmissió o canal Receptor Destinació Diagrama general a blocs Sistema font Sistema destinació Teoria de les telecomunicacions
- Transmissor :Transforma i codifica la informació, generant senyals electromagnètics susceptibles de ser transmesos a través d'algun sistema de transmissió. Per exemple, un mòdem converteix les cadenes de bits generades per un ordinador personal i les transforma en senyals analògics que poden ser transmesos a través de la xarxa telefònica.
- Sistema de transmissió: Pot ser des d'una senzilla línia de transmissió fins a una complexa xarxa que connecti a la font amb el destí.
- Receptor:Accepta el senyal provinent del sistema de transmissió i el transforma de tal manera que pugui ser manejat pel dispositiu destí. Per exemple, un mòdem captés el senyal analògic de la xarxa o línia de transmissió i el convertirà en una cadena de bits.
- Destinació (Destinatari) ("Destination"): Pren les dades del receptor.

Encara que el model presentat pot semblar senzill, en realitat implica una gran complexitat. Per fer-se una idea de la magnitud d'ella a continuació una breu explicació d'algunes de les tasques claus que s'han de realitzar en un sistema de comunicacions.
- Utilització del sistema de transmissió: Es refereix a la necessitat de fer un ús eficaç dels recursos utilitzats en la transmissió, els quals típicament se solen compartir entre una sèrie de dispositius de comunicació.
- Implement de la interfície:Perquè un dispositiu pugui transmetre haurà de fer-ho a través de la interfície amb el medi de transmissió.
- Generació del senyal:Aquesta es necessitarà una vegada que la interfície està establerta. Les característiques del senyal, com ara, la forma i la intensitat, han de ser tals que permetin:

1. ser propagat a través del mitjà de transmissió i
2. ser interpretat en el receptor com dades.

- Sincronització:Els senyals s'han de generar no només considerant que han de complir els requisits del sistema de transmissió i del receptor, sinó que han de permetre alguna manera de sincronitzar el receptor i l'emissor. El receptor ha de ser capaç de determinar quan comença i quan acaba el senyal rebut. Igualment, haurà de conèixer la durada de cada element de senyal.
- Gestió de l'intercanvi: Això és que si es necessita intercanviar dades durant un període, les dues parts (emissor i receptor) han de cooperar. En els dispositius per al processament de dades, es necessitessin certes convencions més del simple fet d'establir la connexió. S'haurà d'establir si ambdós dispositius poden Enllaç de comunicació Estació de treball Mòdem Mitjà de Mòdem transmissió Servidor transmetre simultàniament o si han de fer per torns, s'haurà de decidir la quantitat i el format de les dades que es transmeten cada vegada, i s'ha d'especificar que fer en cas que es donin certes contingències.
- Detecció i correcció d'errors:Es necessita en circumstàncies on no es poden tolerar errors és a dir, quan el senyal transmès es distorsiona d'alguna manera abans d'arribar a destinació.
- Control de flux: S'utilitza per evitar que la font no saturi al destí transmetent dades més ràpidament del que el receptor pugui processar o absorbir.
- Encaminament i encaminament: S'utilitza quan cert recurs es comparteix per més de dos dispositius, el sistema font haurà d'alguna manera fer que aquest recurs compartit la identitat de la destinació. El sistema de transmissió haurà de garantir que aquest destí, i només aquest, rebi les dades.
- Recuperació:. S'utilitza quan en una transacció d'una base de dades o la transferència d'un fitxer, es veu interrompuda per un error, l'objectiu serà doncs, o bé ser capaç de continuar transmetent des d'on es va produir la interrupció.

Teoria del procés comunicatiu [edita]
Arxiu: Elements procés comunicación.jpg
Els elements o factors de la comunicació humana són: font, emissor o codificador, codi (regles del signe, símbol) en primari (sota un codi), receptor o descodificador, canal, soroll (barreres o interferències) i la retroalimentació o realimentació (feed-back, missatge de retorn o missatge secundari).
- Font: És el lloc d'on emana la informació, les dades, el contingut que s'enviarà, en conclusió: d'on neix el missatge primari.
- Emissor o codificador: És el punt (persona, organització) que tria i selecciona els signes adequats per a transmetre el seu missatge, és a dir, els codifica per a poder enviar de manera entenedora-sempre que es manegi el mateix codi entre l'emissor i el receptor - al receptor. No existeix un iniciador en el procés comunicatiu, com a màxim hi ha una instància primària d'emissió verbal -que es confon amb el qual "va parlar primer"- però la comunicació ha de ser entesa com un procés dinàmic i circular, sense principi ni fi. Podem iniciar l'acte comunicatiu preguntant l'hora a algú, però inevitablement la comunicació va començar molt abans, en veure a la persona, en acostar prudentment a la distància mínima -proxèmica- de dues persones desconegudes, en mirar a la persona als ulls o en insinuar que es vol parlar. Com es pot veure, la comunicació no es limita a la parla o l'escriptura: és un complex procés interminable d'interacció mútua.
- Receptor o descodificador: És el punt (persona, organització) al qual es destina el missatge, realitza un procés invers al de l'emissor, ja que en ell està el fet de desxifrar i interpretar el que l'emissor vol donar a conèixer. Existeixen dos tipus de receptor, el passiu que és el que només rep el missatge, i el receptor actiu o perceptor, ja que és la persona que no només rep el missatge sinó que ho percep, ho emmagatzema, i fins i tot dona una resposta, intercanviant els rols. En aquest cas, on un receptor o perceptor es transforma en emissor en produir i codificar un nou missatge per a ser enviat a l'ens emissor -ara convertit en receptor- és on es produeix el feed-back o retroalimentació; i és el que comunament passa en qualsevol comunicació interpersonal.
- Codi: És el conjunt de regles pròpies de cada sistema de signes i símbols d'un llenguatge que l'emissor utilitzarà per a transmetre el seu missatge, per a combinar de manera arbitrària i socialment convinguda, ja que ha d'estar codificat d'una manera adequada perquè el receptor pugui captar. Un exemple clar és el codi que utilitzen els marins per poder comunicar; la gramàtica d'algun idioma; els algorismes a la informàtica, tot el que ens envolta són signes codificats.
- Missatge: És el contingut de la informació (contingut enviat): el conjunt d'idees, sentiments, esdeveniments expressats per l'emissor i que vol transmetre al receptor perquè siguin captats de la manera que desitja l'emissor. El missatge és la informació degudament codificada.
- Canal: És per on es transmet la informació-comunicació, establint una connexió entre l'emissor i el receptor. Millor conegut com el suport material o espacial pel qual circula el missatge. Exemples: l'aire, en el cas de la veu; el fil telefònic, en el cas d'una conversa telefònica. Quan la comunicació és interpersonal -entre persones i sense cap mitjà electrònic pel mig, com una conversa cara a cara (d'aquí "interpersonal")- s'anomena Canal. Però quan la comunicació es realitza per mitjà d'artefactes o instàncies electròniques o artificials, se l'anomena Mitjà. Per exemple: una xerrada de cafè, Canal; una trucada telefònica o un missatge de text, un Mitjà. Els mitjans de comunicació massiva -TV, Ràdio, Diaris, Internet, etc.- tenen per canal a un Mitjà.
- Referent: Realitat que és percebuda gràcies al missatge; inclou tot allò que és descrit pel missatge. És allò de què parlem; tot missatge existeix en una situació espacial i temporal concreta, o en un univers del discurs (les matemàtiques la filosofia).
- Situació: És el temps i el lloc en què es realitza l'acte comunicatiu.
- Interferència, barrera o soroll: Qualsevol pertorbació que pateix el senyal en el procés comunicatiu, es pot donar en qualsevol dels seus elements. Són les distorsions del so en la conversa, o la distorsió de la imatge de la televisió, l'alteració de l'escriptura en un viatge, l'afonia del parlant, la sordesa de l'oient, l'ortografia defectuosa, la distracció del receptor, l'alumne que no atén encara que estigui en silenci. També se sol anomenar soroll.
- Retroalimentació o realimentació (missatge de retorn): És la condició necessària per a la interactivitat del procés comunicatiu, sempre que es rebi una resposta (actitud, conducta) sigui desitjada o no. Aconsegueix la interacció entre l'emissor i el receptor. Pot ser positiva (quan fomenta la comunicació) o negativa (quan es busca canviar el tema o acabar la comunicació). Si no hi ha realimentació, llavors només hi ha informació però no comunicació.

## Funcions de la comunicació
- Informativa: Té a veure amb la transmissió i recepció de la informació. A través d'ella es proporciona a l'individu tot el cabal de l'experiència social i històrica, així com proporciona la formació d'hàbits, habilitats i conviccions. En aquesta funció l'emissor influeix en l'estat mental intern del receptor aportant nova informació.
- Afectats - valorativa: L'emissor ha d'atorgar-li al seu missatge la càrrega afectiva que el mateix demandi, no tots els missatges requereixen la mateixa emotivitat, per això és de summa importància per a l'estabilitat emocional dels subjectes i la seva realització personal. Gràcies a aquesta funció, els individus poden establir una imatge de si mateix i dels altres.
- Reguladora: Té a veure amb la regulació de la conducta de les persones respecte als seus semblants. De la capacitat autoreguladora i de l'individu depèn l'èxit o el fracàs de l'acte comunicatiu. Per exemple: una crítica permet conèixer la valoració que els altres tenen de nosaltres mateixos, però és necessari assimilar, procedir a dependència d'ella i canviar l'actitud en el que ha passat.

Fets socials com la mentida són una forma de comunicació informativa (encara que pot tenir aspectes reguladors i afectiu-valoratius), en la qual l'emissor tracta d'influir sobre l'estat mental del receptor per treure avantatge.
Altres funcions de la comunicació dins d'un grup o equip:
- Control: La comunicació controla el comportament individual. Les organitzacions tenen jerarquies d'autoritat i guies formals per les quals s'han de regir els empleats. Aquesta funció de control a més es dona en la comunicació informal.
- Motivació: Ho fa en el sentit que aclareix als empleats què és el que ha de fer, si s'estan desenvolupant de forma adequada i el que han de fer per optimitzar el seu rendiment. En aquest sentit, l'establiment de metes específiques, la retroalimentació sobre l'avenç cap a l'assoliment de la meta i el reforçament d'un comportament desitjat, incita la motivació i necessita definitivament la comunicació.
- Expressió emocional: Gran part dels empleats, observen el seu treball com un mitjà per interaccionar amb els altres, i pel que transmeten fracassos i d'igual manera satisfaccions.
- Cooperació: La comunicació es constitueix com una ajuda important en la solució de problemes, se li pot anomenar facilitador en la presa de decisions, en la mesura que brinda la informació requerida i avalua les alternatives que es puguin presentar.

## Axiomes de la comunicació
Diversos enfocaments de la comunicació humana la conceben com un ritual que els éssers humans duen a terme des que neixen. Els teòrics han determinat cinc axiomes de la comunicació, també coneguts com a axiomes de Paul Watzlawick:
1. És impossible no comunicar-se.
2. Tota comunicació té contingut i un nivell de relació.
3. La relació depèn de la manera en què s'estableixen les seqüències de comunicació que cada actor de la comunicació estableix.
4. Els subjectes de la comunicació utilitzen la comunicació sistemàtica com l'analògica.
5. Tota relació comunicacional és simètrica o complementària. La impossibilitat està en dependència de les relacions socials.

## Escoles

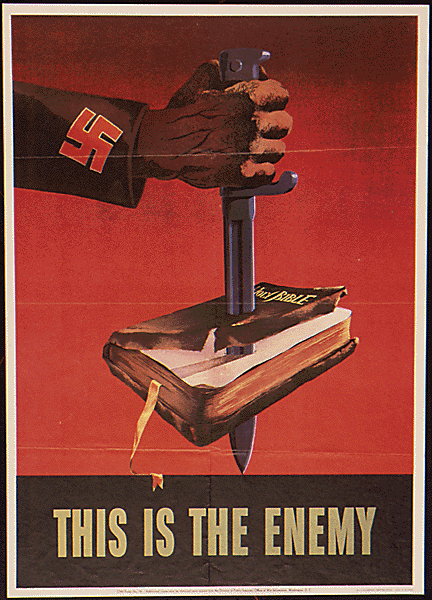
"This is the enemy" ("Aquest és l'enemic"), 1941, propaganda nord-americà antinazi destinada a promoure el rebuig contra el sistema nazi. Una Bíblia és travessada per una mà amb el símbol nazista, tot un joc de significats, producte del desenvolupament de l'Escola de comunicació nord-americana durant la II Guerra Mundial.

Les escoles de la teoria de la comunicació es poden dividir -en sentit general- en l'escola europea, l'escola nord-americana i l'escola llatinoamericana.

### Escola europea
L'escola europea se centra essencialment en l'Alemanya prenazi i es destaquen els següents corrents del pensament al voltant de la matèria de la comunicació:
- Escoles marxistes: La teoria de la comunicació vista des del marxisme té diferents percepcions:

o Teoria de la societat de masses: La comunicació és mantinguda essencialment per aquells que tenen el poder polític i econòmic en determinada societat i per tant, el missatge emès està obert o soterrament al servei dels interessos del poder que té la comunicació com a estructura d'informació. Per tant, els mitjans massius són instruments del poder polític, i tota informació és manipulada de tal manera que contribueixi al sosteniment d'aquest poder. En aquest sentit, aquesta teoria desconfia obertament de la comunicació si es veu aquesta en mans d'un determinat sistema burgès. Aquest missatge revela un món irreal, manipulat i mancat d'autenticitat i per tant, mancat de credibilitat.
o Ideologia alemanya: D'acord amb Marx, les idees que dominen en una determinada societat són les idees que imposa la classe dominant, pensament que contribuiria a determinar la perspectiva marxista sobre la teoria de la comunicació com a instrument de l'elit. D'aquesta manera, els missatges que rep el perceptor són essencialment aquells missatges que vol l'elit i que busquen perpetuar la situació de domini. El teòric de la comunicació, des de la perspectiva del marxisme, es concentra en desembullar els complexos processos de manipulació de la comunicació sobre les masses. Molts són les perspectiva que poden diferenciar dins de la ideologia alemanya del marxisme respecte als mitjans, però la més destacada és l'Escola de Frankfurt.
o Escola de Frankfurt: El principal teòric fou Marcuse, entre d'altres, molts dels quals van fugir cap als EUA durant la II Guerra Mundial i desenvolupar el pensament de la cultura de masses. Per l'escola de Frankfurt, el capitalisme va desenvolupar una poderosa maquinària de manipulació de la comunicació i la cultura establint que tot és comercial i amb l'objectiu únic de garantir el poder de la classe dominant a tot el món. L'escola de Frankfurt contínua a ser de vital importància dins de qualsevol perspectiva teòrica de la comunicació. A més, va inspirar el desenvolupament de l'Escola Llatinoamericana de Comunicació.
- Escola de Birmingham: L'Escola de Birminghan té com a principal representant a Stuart Hall i té una base humanista. Encara que no es considera marxista, Birmingham dona al paper de l'estructura de classes una importància radical en la comprensió de la teoria de la comunicació, així com dona un lloc d'honor a les manifestacions culturals, especialment que venen dels sectors massius i que són claus per comprendre les reaccions dels processos de comunicació.
- La psicologia social: En aquest es destaca Kurt Lewin, qui des de la Universitat de Berlín va desenvolupar la teoria del comportament de l'individu influït pel medi social en què es desenvolupa, el que significaria una aportació per al desenvolupament mateix de la teoria de la comunicació. Lewin va haver de fugir d'Alemanya durant l'era nazi i es va radicar definitivament als Estats Units, on va ser president de la societat d'estudis de psicologia social de la Universitat d'Iowa i posteriorment, va crear el centre de recerca per a la dinàmica de grups a l'Institut Tecnològic de Massachusetts.
- Escola catòlica: L'aportació de l'Església Catòlica a la teoria de la comunicació es dona especialment a partir de la celebració del Concili Vaticà II amb la proclamació del "Decret sobre els instruments de la comunicació social" (Inter mirifica) des d'una perspectiva essencialment humanista i amb una preocupació total per la relació comunicació, societat i cultura. De fet, el terme comunicació social parteix dels teòrics catòlics. A partir d'aquesta trobada, els teòrics de la comunicació de tall catòlic definiran aquesta durant la segona meitat del segle xx com un camp de vital importància per a la comprensió de la societat humana des de la psicologia, la sociologia i l'antropologia. Els mitjans de comunicació en particular tindrien el risc de presentar una realitat fictícia en moltes ocasions davant la qual l'individu ha d'estar atent a descobrir. D'altra banda, els mitjans de comunicació es constitueixen en uns poderosos instruments que poden posar-se al servei del desenvolupament dels pobles. Com que la comunicació es veu fortament influïda per l'economia i per tant, sol ser manipulada per grups poderosos, cal defensar un codi ètic estricte que reguli o serveixi d'àrbitre en el complex procés comunicatiu social. Per Ludovico Carracci,[4] per exemple, tot llenguatge té inevitablement una conseqüència antropològica i social, és a dir, existencialista i d'altra banda, els mitjans de comunicació són portadors d'una nova cultura i d'una nova mentalitat, per la qual cosa és necessari la participació i l'enfortiment del factor ètic.
- Teoria de la comunicació a Espanya: Quant a l'aportació espanyol, aquest ha de ser rastrejat dins de l'escola llatinoamericana. De la mateixa manera que els teòrics alemanys, polonesos i d'altres països de l'Europa central emigrar cap als Estats Units després de les persecucions nazis, una situació similar es donaria durant la Guerra Civil Espanyola que va obligar a molts intel·lectuals a cercar refugi en els països llatinoamericans, més afins a la seva cultura i que van contribuir amb els seus col·legues llatinoamericans a la formació d'aquesta escola en contrast amb l'escola nord-americana. En l'actualitat, els teòrics espanyols plantegen el qual anomenen la "Teoria crítica de la comunicació",[5] la qual s'inspira en l'Escola de Frankfurt tal com la ELC ho va ser en els seus inicis.

### Escola americana
Als Estats Units, al voltant de 1948, destaquen els treballs matemàtics de Claude Shannon amb la seva teoria de la informació, i de Norbert Wiener sobre cibernètica. Claude Shannon, enginyer de telecomunicacions, va elaborar i va formular la seva teoria matemàtica de la comunicació o de la informació. L'estudi dels missatges, dels mitjans per transmetre, de les formes d'emmagatzematge, la possibilitat de crear i utilitzar en forma racional nous mitjans, indispensables per al funcionament de les societats altament tecnificades, va plantejar la necessitat de crear una teoria unificadora de la comunicació. En les seves teories s'establien perfectament delimitats, tres nivells en els quals operava la comunicació: 
1. Un nivell merament físic del procés, donat pel sistema telefònic que els interconnecta. Aquest nivell interessa a l'enginyer en comunicacions.
2. Un segon nivell que és el semàntic, donat per la llengua que utilitzen per dialogar, i totes les altres formes del llenguatge.
3. Un tercer nivell, que podríem anomenar sociocultural i en el qual es poden englobar els diferents aspectes de la comunicació.

L'escola nord-americana té com a eix central la Universitat de Chicago i va començar a desenvolupar-se a principis del segle xx. Els noms associats a aquesta escola en els seus inicis van ser Charles Cooley, John Dewey i Herbet Mead, i són els primers a plantejar l'estudi de la comunicació des d'una metodologia científica concreta com és el mètode sociològic. Amb ells, la comunicació deixa de ser vista com una mera esquematització processual emissor - canal - receptor per començar a ser vist a l'interior d'un fenomen cultural més ampli. Neixen llavors conceptes que marcarien la història de la comunicació durant el segle xx com l'opinió pública, la comunicació massiva, les funcions del llenguatge i la propaganda. Per exemple, en els estudis sobre la propaganda i els seus efectes destaca el politòleg Harold Lasswell en la seva obra La tècnica de la propaganda en el món de la guerra.
És també necessari marcar que, com a ciència, la comunicació neix de les aportacions de la matemàtica i la sociologia, especialment amb els estudis de Paul Felix Lazarsfeld que se centra en els efectes dels mitjans, mentre que la ciutat és el principal camp de treball. També el paper de la psicologia amb Kurt Lewin i Carl Hovland, ciències aquestes que si bé estan al principi com a eixos de desenvolupament, ben aviat la comunicació mateixa tindria la seva pròpia vida com a disciplina.

### Escola llatinoamericana

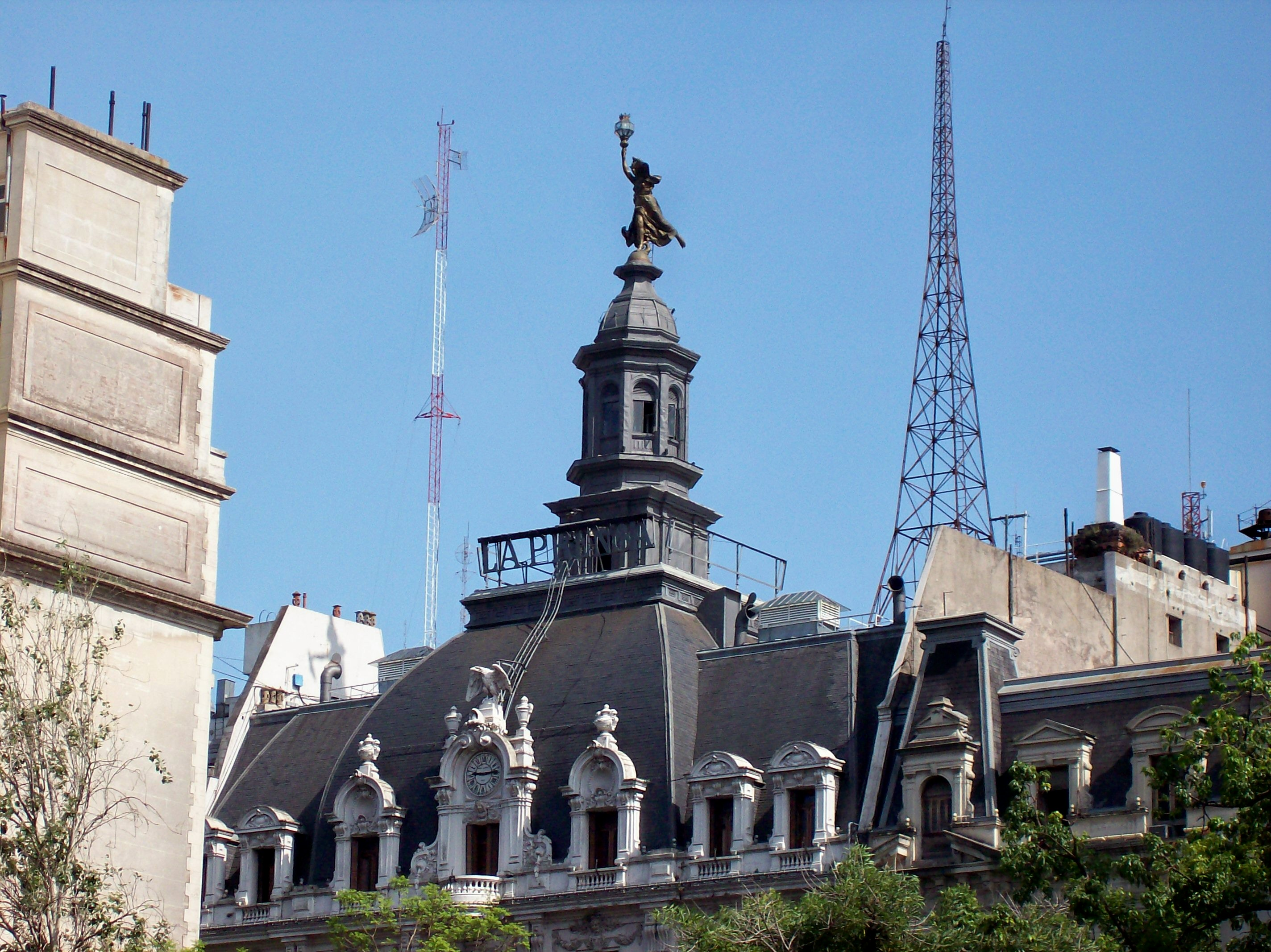
La premsa, monument en homenatge al periodisme a l'avinguda de Maig, a Buenos Aires.

Es coneix com a "escola llatinoamericana de comunicació" el desenvolupament que la teoria de la comunicació va tenir en els països llatinoamericans, especialment durant la segona meitat del segle xx. Durant el segle xix la comunicació a Llatinoamèrica depenia molt del que passés a Europa, especialment a França. Les escoles nord-americanes van tenir aleshores poc influx gràcies a la barrera lingüística, per la qual cosa el desenvolupament d'una comunicació vista des d'una perspectiva llatinoamericana es va donar en general des d'una influència colonial espanyola i francesa cap a la recerca d'una identitat nacional pròpia. Això seria una gran aportació al desenvolupament de la teoria de la comunicació perquè en el cas llatinoamericà aquesta seria molt sensible als processos socials.
Contrari del que succeiria a Europa i els Estats Units, on la teoria de la comunicació es desenvolupa a partir de la investigació científica i aportacions com la psicologia, la sociologia i altres disciplines, a Llatinoamèrica aquesta ve de la mà del desenvolupament del periodisme i posteriorment de l'influx i aportació de les teories de la comunicació social aportats per l'Església Catòlica i en el cas específic, per la Teologia de l'Alliberament i per l'Escola de Frankfurt.
Argentina i Brasil van ser els primers països llatinoamericans a fundar escoles de periodisme a principis del segle xx a través de la Universitat de La Plata i la Universitat de Rio de Janeiro. Cap a la dècada dels 30, tots els països llatinoamericans tenien escoles de periodisme i en aquesta mateixa dècada comença l'influx de l'escola nord-americana a la regió a causa del desenvolupament que els teòrics d'aquest país feien, especialment en els influxos de la propaganda amb els estudis de Harold Lasswell.
És durant la dècada dels 60 que es consolida l'escola llatinoamericana, desprenent-se definitivament de la nord-americana i qüestionant els models de comunicació impostos a la regió i al servei de grups de poder econòmic. Els primers grans crítics de la teoria de la comunicació llatinoamericana qüestionen l'ordre mundial dominat per la informació nord-americana i en gran part europea i esbossen la tesi d'un "nou ordre mundial de la informació i la comunicació". Rebutgen models forans a la cultura latinoamericana i pensats per altres societats, i adapten aquells que eren útils per al treball de camp de la comunicació a la regió. Els pares de la ELC van ser molts, però entre ells destaquen Luis Ramiro Beltrán (Adéu a Aristòtil: Comunicació Horitzontal), Daniel Pietro Castell (Mattelart i Dorfman Per llegir l'Ànec Donald, 1970), Jesús Martín-Barbero (Dels mitjans a les mediacions: comunicació, cultura i hegemonia, 1987) i molts altres. El 1976, la Unesco nomena una comissió especial amb destacats teòrics per a l'estudi dels problemes de la comunicació que dona com a resultat el diagnòstic "un sol món, veus múltiples" o "Informe Mc Bride" en el qual es manifesta la preocupació pel domini de la informació mundial en mans de les cinc grans agències de notícies, i l'amenaça que això representa a la identitat llatinoamericana. La relació vida quotidiana i comunicació es presenta com la principal aportació de l'ELC a la teoria de la comunicació i la que marca la seva distinció de l'Escola Europea i l'Escola Americana. Al mateix temps, la ELC desenvolupa el concepte de comunicació alternativa i comunicació popular, especialment durant la dècada dels 80 com aquella que és practicada pels grups socials no dominants.

## Ciències de la comunicació
L'existència de les anomenades ciències de la comunicació pressuposa donar a la comunicació una entitat autònoma i un camp de recerca propi en el conjunt del saber. El problema que cal plantejar és si la comunicació és una disciplina com a tal, o si per contra és un àmbit concret del coneixement a què disciplines ja consolidades tracten d'estudiar, com la psicologia, la sociologia, l'anàlisi política, l'antropologia o la lingüística, és a dir, es pot considerar la comunicació com un camp d'estudis transversal, en el qual concorren diverses ciències per explicar el fenomen des de punts de vista concrets.
És possible així parlar d'una pragmàtica de la comunicació, que té el seu objecte d'estudi en el procés de comunicació afectat de manera individual (persones), grupal (comunitats), social i cultural. Pot ser considerada una disciplina moderna, producte de la reflexió multidisciplinària al voltant d'aquest fenomen; la seva riquesa i la seva validesa està donada pels diferents punts de vista que reuneix al voltant de la discussió d'una situació particular.
D'altra banda, el desenvolupament d'aquestes ciències ha anat de la mà amb el desenvolupament de les tecnologies i dels mitjans de transmissió d'informació.

## El mediador químic
Un mediador químic és una molècula involucrada en la transmissió d'informació entre les cèl·lules d'un organisme multicel·lular viu, o entre organismes de la mateixa o diferents espècies.

### Comunicació intraespècie i interespècie
La comunicació molecular es pot produir entre diferents organismes, tant unicel·lulars com multicel·lulars, l'organisme emissor produeix la molècula mediadora, la secreta a l'ambient, on es difon, i és captada o internalitzada per l'organisme receptor. En alguns casos de comunicació interespècie, l'organisme emissor de fet pot ser un hoste de l'organisme receptor, o viceversa.
La comunicació intraespècie es produeix especialment en bacteris, llevats, insectes socials, però també molts vertebrats. En organismes unicel·lulars com el bacteri, la comunicació es pot fer servir per a 'activar' semblants d'un estat letàrgic, elevar la virulència, defensar-se contra bacteriòfags, etc. En la percepció de quòrum, que també es troba en insectes socials, la multiplicitat de senyals individuals té la potencialitat de crear un bucle de retroalimentació positiva, generant respostes coordinades, en aquest context les molècules mediadores s'anomenen autoinductors. Aquest fenomen és semblant a la coestimulació autocrina dels organismes multicel·lulars, d'altra banda la diferenciació cel·lular es produeix en bacteris, amb resposta alterada als senyals de semblants, demostrant una similitud amb la comunicació paracrina dels organismes multicel·lulars. Aquest mecanisme comunicatiu podria haver evolucionat en l'evolució d'organismes unicel·lulars a multicel·lulars. Els bacteris també fan servir la comunicació contacte-depenent, especialment per a limitar el seu creixement. Les molècules mediadores fetes servir per organismes multicel·lulars s'anomenen sovint feromones, poden tenir propòsits com avisar contra el perill, indicar fonts d'aliments, o assistir en la reproducció.
La comunicació molecular també es pot produir entre individus de diferents espècies, això s'ha estudiat particularment en els bacteris. Diferents espècies de bacteris es poden coordinar per a colonitzar un hoste i participar en una percepció de quòrum comuna. S'estan investigant estratègies terapèutiques per a interrompre aquest fenomen. Les interaccions mediades a través de molècules mediadores es pensa que també es produeixen entre la flora intestinal i els seus hostes, com a part de la seva relació comensal o simbiòtica.

### Comunicació cel·lular en organismes multicel·lulars
En un organisme multicel·lular, la comunicació entre cèl·lules es produeix tant a través de l'emissió dins l'extracel·lular, dividida en comunicació paracrina (per distàncies curtes) i comunicació endocrina (per distàncies llargues), com per contacte directe, conegut com a comunicació juxtacrina. La comunicació autocrina és un cas especial de comunicació paracrina on les cèl·lules secretants tenen l'habilitat de respondre a la molècula mediadora secretada. La comunicació sinàptica és un cas especial de comunicació paracrina (per sinapsi) o de comunicació juxtacrina (per sinapsi elèctrica) entre les neurones i les cèl·lules destí. Les molècules mediadores interaccionen amb una cèl·lula destí com a lligand dels receptors transmembrana, i/o entrant dins la cèl·lula a través de la seva membrana plasmàtica o endocitosi per a una comunicació intracrina. Això generalment causa l'activació de segons missatgers, portant a diversos efectes fisiològics.
Una molècula particular generalment es fa servir de diverses maneres per a comunicar i, per tant, una classificació segons el tipus de mediador no és possible. Com a mínim hi ha tres classes importants de molècules mediadores àmpliament reconegudes, tot i la no exhaustivitat i les fronteres imprecises, ja que l'afiliació no és exclusiva i depèn del context:
- Les hormones són les molècules mediadores més importants del sistema endocrí, ja que sovint regulen la secreció de les altres via comunicació local (p. ex. les cèl·lules illots de Langerhans), i la majora també s'expressen en teixits amb propòsits locals (p. ex. l'angiotensina o, si no n'hi ha, molècules relacionades estructuralment (p.e. la PTHrP)).
- Els neurotransmissors són molècules mediadores del sistema nerviós, també inclouen els neuropèptids i els neuromoduladors. Els neurotransmissors com les catecolamines també són secretats pel sistema endocrí dins la circulació sistèmica.
- Les citocines són molècules mediadores del sistema immunitari, amb un rol primari paracrí o juxtacrí, tot i que poden tenir durant respostes immunitàries significatives una forta presència en la circulació, amb efecte sistèmic (alterant el metabolisme humà del ferro o la termoregulació). Els factors de creixement es poden considerar com a citocines o una classe diferent.

Les molècules mediadores poden pertànyer a diverses classes químiques: lípids, fosfolípids, aminoàcids, monoamines, proteïnes, glicoproteïnes, o gasos. Les molècules mediadores que s'uneixen als receptors superficials generalment són llargues i hidròfiles (p. ex. l'hormona alliberadora de tirotropina, l'hormona antidiürètica, l'acetilcolina), mentre les que entren a les cèl·lules generalment són petites i hidròfobes (p. ex. els glucocorticoides, l'hormona tiroidal, el colecalciferol, l'àcid retinoic, però les excepcions importants d'ambdues són nombroses, i una mateixa molècula pot actuar tant via receptor superficial com d'una manera intracrina amb efectes diferents. En la comunicació intracrina, un cop dins la cèl·lula, una molècula mediadora pot unir-se a receptors intracel·lulars, altres elements, o estimular l'activitat enzimàtica (p. ex. gasos). L'acció intracrina de les hormones peptídiques es manté com a objecte de debat.
L'àcid sulfhídric és produït en petites quantitats per algunes cèl·lules del cos humà i té gran nombre de funcions mediadores biològiques. Actualment, només es coneixen dos altres gasos que actuïn com a molècules mediadores en el cos humà: el monòxid de nitrogen i el monòxid de carboni.

## Comunicació humana
La comunicació és un procés de caràcter social que comprèn tots els actes mitjançant els quals els éssers vius es comuniquen amb altres individus per transmetre o intercanviar informació. Comunicar significa posar en comú i implica compartir. La comunicació és un fenomen associat a espècies biològiques de grup. La comunicació animal es basa en codis i en el llenguatge no verbal, i no té estructura gramatical pròpiament dita. Tot i que existeixen formes de comunicació sonora, gestual, olfactiva i química en moltes espècies, la comunicació humana és l'única que té una estructura gramatical, essent aquesta una característica distintiva.
La persona humana, igual que els individus d'altres espècies gregàries, no viu en l'aïllament. Des que naixem vivim vinculats a un grup i en ell desenvolupem les nostres capacitats. La comunicació constitueix una dimensió clau de l'existència humana. Gairebé podríem dir que la totalitat de les nostres activitats o són comunicació directa o s'assenten sobre algun fet comunicatiu. Ara bé, en parlar de comunicació, no l'entenem com un simple fenomen exterior d'intercanvi o relació, sinó com una capacitat i una actitud bàsica en l'ésser humà. A més de la comunicació verbal i no verbal, l'home també es distingeix per la capacitat de comunicar-se amb el mateix a través del pensament; a això se l'anomena comunicació intrapersonal. Allò que un parlant necessita saber per a comunicar-se de manera eficaç en contextos culturalment significants vol dir ser competent comunicativament parlant.
De manera quotidiana, els éssers vius es comuniquen de diferents maneres, però només els éssers humans podem fer-ho racionalment, portant a terme infinitat d'activitats com són: conversar, riure, plorar, llegir, callar, veure televisió entre d'altres. Per això es diu que la comunicació humana és un procés que és:
- Dinàmic, perquè està en continu moviment i no es limita a una relació entre l'emissor i el receptor estàtic, ja que els rols s'intercanvien.
- Inevitable, car és impossible no comunicar, fins i tot el silenci comunica.
- Irreversible, perquè un cop realitzada, no pot tornar, eliminats o ignorar.
- Bidireccional, perquè hi ha una resposta en ambdues direccions.
- Verbal i no verbal, perquè implica la utilització d'ambdós llenguatges en alguns casos.

### Història
Ve del grec el nom de La comunicació com una disciplina unificada. Té una història de respostes que poden ser traçades des dels Diàlegs de Sòcrates i en molts casos la primera i la més debatuda de les ciències primerenques i de la filosofia. És precisament Aristòtil el primer a tocar el problema de la comunicació i intentar crear una teoria de la mateixa a la seva obra La Retòrica. El seu punt de treball va ser essencialment la persuasió.
Diferents punts de vista des de l'humanisme i la retòrica van dominar la discussió abans del segle xx, quan apareix la quantitat més gran de metodologies científiques i les mirades des de la psicologia, la sociologia, la lingüística i la publicitat i que van començar a influir els estudis, el pensament i la pràctica de comunicació al punt que la coneixem en l'actualitat.
La cerca per un terme que defineixi la "comunicació" com una paraula estàtica o una disciplina unificada pot no ser tan important com entendre la comunicació com un conjunt de semblances amb una àmplia pluralitat de definicions tal com estableix Dll Wittgenstein.
Els estudis sobre la comunicació es van intensificar després de la II Guerra Mundial a causa del gran interès per trobar possibilitats de control social aportat pels mecanismes comunicatius. Es van multiplicar llavors els models gràcies al sorgiment de les diferents escoles sociològiques que s'han aproximat a l'estudi d'aquesta disciplina.

## La comunicació a través de les xarxes socials
L'aparició de les xarxes socials ha revolucionat la comunicació entre els éssers humans. Aquestes plataformes han fet que Internet hagi passat de ser una eina de consulta a ser un món virtual interactiu. Ara podem comunicar-nos amb qualsevol persona sense impediment.
Les xarxes socials han canviat completament la manera com ens relacionem. La comunicació instantània ens permet conversar amb qualsevol persona, en qualsevol lloc del món. Això simplifica mantenir el contacte amb les relacions a distància com amics i familiars.
Tot i això, també han mostrat certs reptes relacionats amb la interacció cara a cara. La comunicació digital ha provocat desplaçaments socials i avorriment en les converses que amb el model clàssic no passaven. A més, l'ús de les xarxes socials ha simplificat el llenguatge, fent-lo més breu i menys ric. També trobem un gran canvi en el discurs per part l’impacte dels algoritmes. Les xarxes socials treballen amb algoritmes, els quals ens mostren contingut del nostre interès, creant  càmeres d’eco on el contingut que rebem reforça les nostres creences. Això pot afectar la diversitat d'opinions i empobrir el discurs públic.
La manera com consumim les notícies avui en dia també impacta a la comunicació tradicional. Clàssicament per assabentar-se d’una notícia es feia a partir de la comunicació oral o del diari, però ara és molt més fàcil. Les xarxes socials tenen la senzillesa de comunicar notícies de manera instantània. Aquesta manera de consumir notícies ha afectat directament als mitjans de comunicació tradicionals. Crear un contingut més breu com el de les stories ha sigut la clau per poder captar més audiència.

## Vegeu també

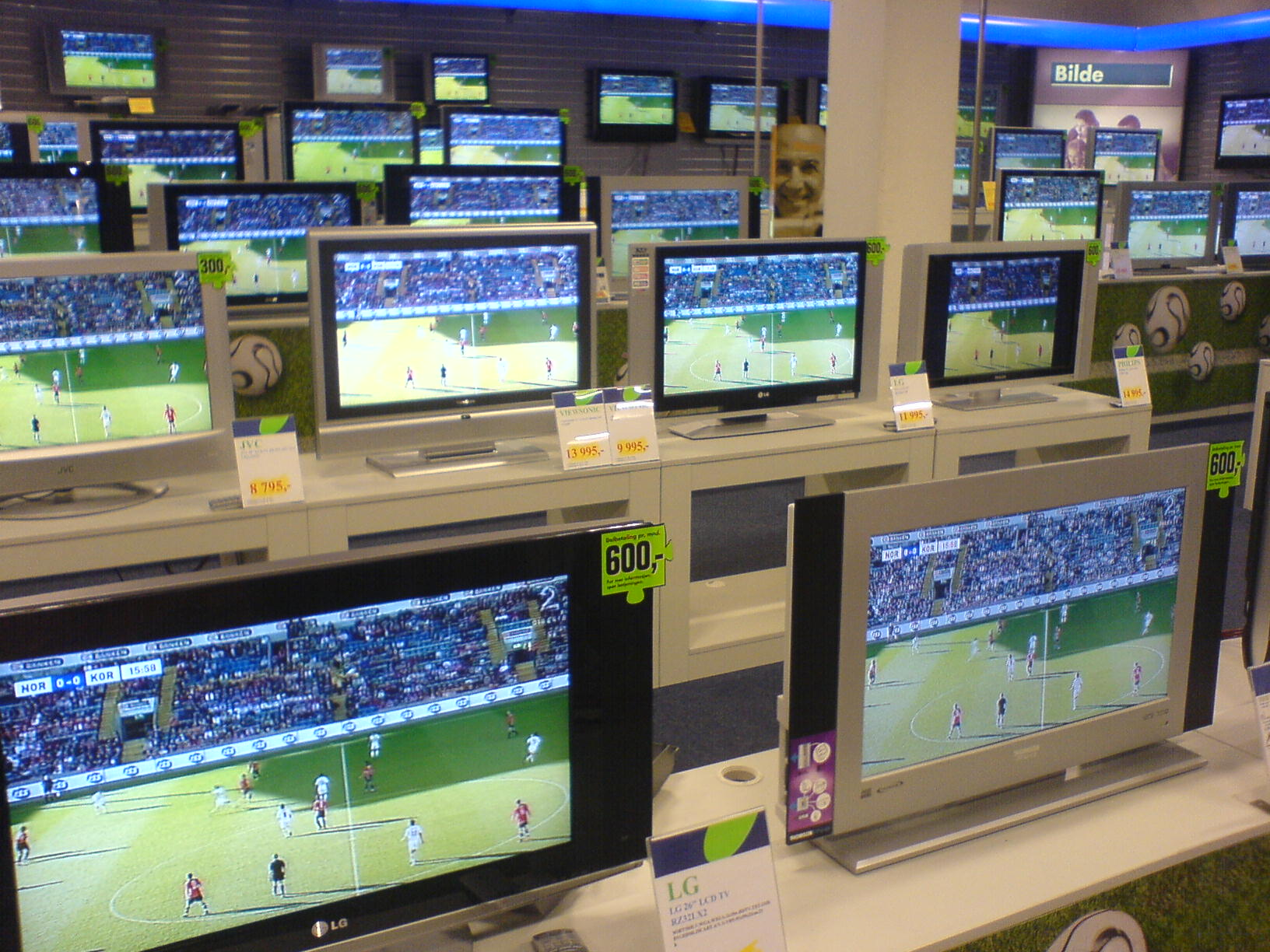
La televisió és un mitjà de comunicació de massa